# Frederick Arthur Crosetto
Frederick Arthur Crosetto (* 7. April 1963) ist ein maltesischer Skilangläufer.

## Biographie
Crosetto begann erst mit Anfang 60 mit dem Langlaufsport. Sein internationales Renndebüt feierte er am 30. Januar 2022 im Michigan Nordic Center bei einem FIS-Rennen.
2025 nahm er gemeinsam mit Jenny Axisa Eriksen als erste maltesische Athleten an Nordischen Skiweltmeisterschaften teil. Bei den Wettkämpfen in Trondheim war er mit 61 Jahren der älteste Teilnehmer. Sowohl über 10 km klassisch als auch im Sprint belegte er mit den Plätzen 180 bzw. 182 jeweils den letzten Platz.
Hauptberuflich arbeitet Crosetto als Geschäftsführer einer Firma die Einweghandschuhe herstellt.

## Erfolge

### Weltmeisterschaften
- Trondheim 2025: 180. 10 km klassisch, 182. Sprint Freistil

### South American Cup
- 2 Platzierungen unter den besten 10

### Weitere Erfolge
- 2 Platzierungen unter den besten 10 bei FIS-Rennen